# خلیج بوتنی

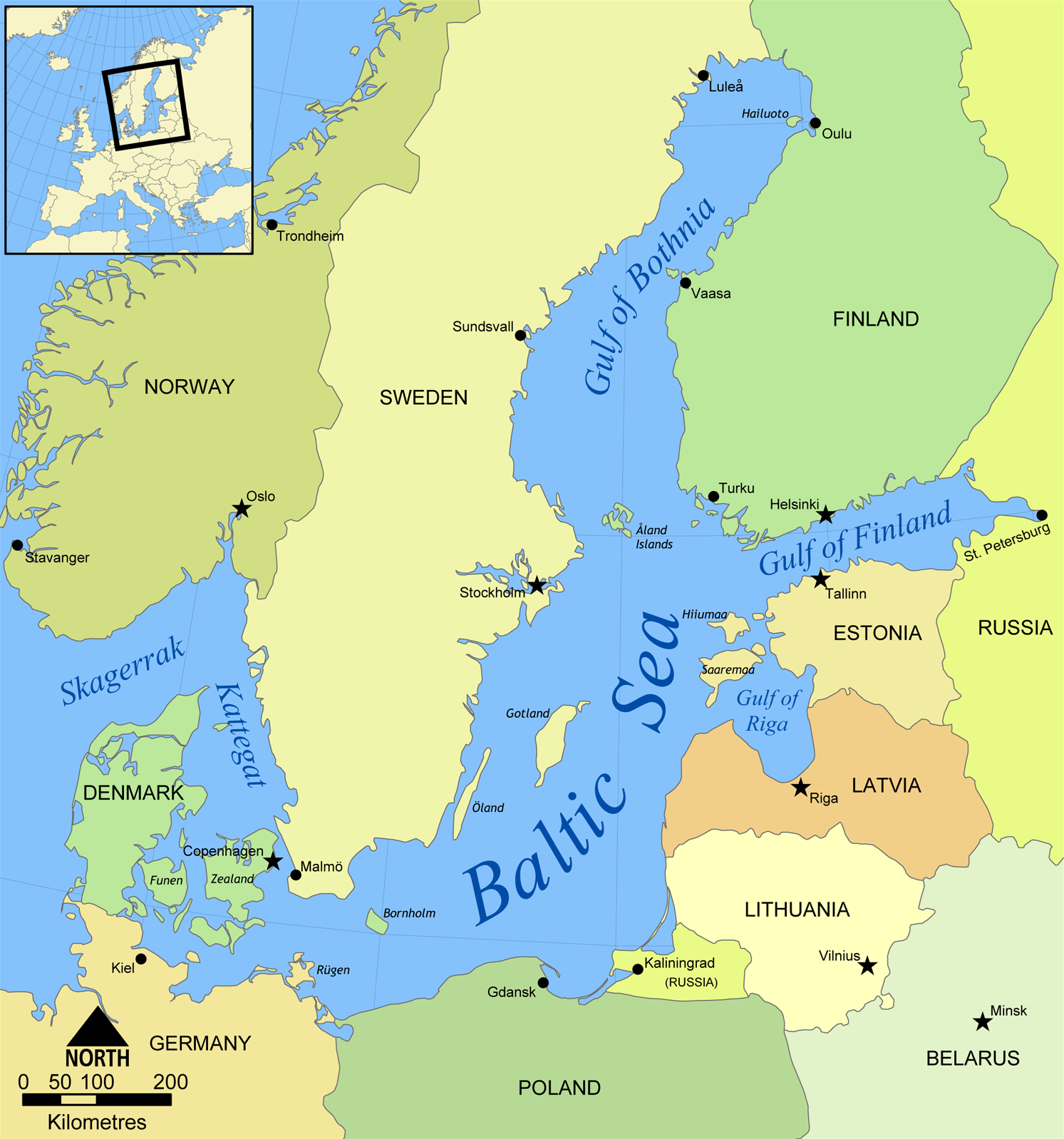
موقعیت خلیج بوتنی بر روی نقشه

خلیج بوتنی (به فنلاندی: Pohjanlahti، به سوئدی: Bottniska viken) نام آبراهی است که در شمال دریای بالتیک قرار گرفته‌است. این خلیج در شرق به سواحل فنلاند، در غرب به سواحل سوئد و در جنوب بین دریای الند و دریای مجمع الجزایر محدود گردیده‌است. مساحت این خلیج ۱۱۷٬۰۰۰ کیلومتر مربع و عمق آن حداکثر ۹۵ متر است. میانگین عمق آن نیز ۶۰ متر است.